# منتخب ويلز لسباعيات الرغبي للسيدات
منتخب ويلز الوطني لسباعيات الرغبي للسيدات هو ممثل ويلز الرسمي في المنافسات الدولية في سباعيات الرغبي للسيدات.